# Stenella
Stenella és un gènere de mamífers aquàtics de la família dels delfínids, o dofins oceànics.
Actualment se'n reconeixen cinc espècies:
- Dofí tacat tropical, S. attenuata[2]
- Dofí tacat de l'Atlàntic, S. frontalis[2]
- Dofí de musell llarg, S. longirostris[2]
- Dofí d'elm, S. clymene[2]
- Dofí ratllat, S. coeruleoalba[2]

Els exemplars d'aquestes espècies neixen sense taques, però van quedant coberts de taques més fosques a mesura que creixen.